# Из Китая с любовью
«Из Китая с любовью» (кит. 国产凌凌漆, дословно «007 отечественного производства») — гонконгская кинокомедия 1994 года, снятая режиссёрами Стивеном Чоу и Лик-Чи Ли. Картина пародирует серию фильмов о Джеймсе Бонде, к которой имеются многочисленные отсылки, начиная с названия (отсылка к фильму «Из России с любовью») и заканчивая известными злодеями «Бондианы» (Человек с золотым пистолетом и Челюсти). Кроме того, присутствую отсылки и к другим известным фильмам — так, сцены с перестрелками выполнены в стиле боевиков Джона Ву, а кровавые фонтаны и отрывание конечностей заимствованы из комедии «Монти Пайтон и Священный Грааль».

## Сюжет
Злодей в пуленепробиваемой броне, вооружённый золотым пистолетом, похищает у китайских властей череп динозавра. Для поимки негодяя и возвращения украденного привлекают бывшего агента Лин Лин Чи, который считался непригодным к оперативной работе и последние десять лет проработал мясником в родной деревне. Лина отправляют в Гонконг, где он должен добраться до известного контрабандиста, который может стоять за похищением. На деле же вся операция подставная, а наниматель Лина и есть Человек с золотым пистолетом, который хочет переложить вину за похищение на гонконгского контрабандиста и посылает вместе с Лином девушку-агента Кам, которой приказывает его убить. Вместо того, чтобы убить Лина, Кам влюбляется в него. Вскоре раскрывается вся правда об истинной личности их начальника. Происходит финальная дуэль между Лином и злодеем, выполненная в стиле классических фильмов о самураях, где в решающем поединке сходятся два меченосца, и один удар становится решающим, только в этот раз один из них вооружён золотым пистолетом, а другой — мясницким ножом. Лин выходит из схватки победителем и вместе с Кам возвращается в деревню к прежней работе.

## В ролях
- Стивен Чоу — Лин Лин Чи, агент
- Анита Юань — Кам, двойной агент
- Кар-Ин Лау — безумный изобретатель, снабжающий Лина шпионскими устройствами
- Кам-Конг Вонг — начальник Лина и Кам, он же Человек с золотым пистолетом
- Полин Чан — таинственная женщина
- Джо Чэн — Железный Рот

## Номинации
- 14-я Гонконгская кинопремия (1995)
  - Номинация: Лучшая мужская роль (Стивен Чоу)
  - Номинация: Лучшая мужская роль второго плана (Кар-Ин Лау)